# Odontorhabdus flavicornis
Odontorhabdus flavicornis là một loài bọ cánh cứng trong họ Cerambycidae.